# NK Žepče
Nogometni Klub (NK) Žepče – nieistniejący już bośniacki klub piłkarski, mający siedzibę w mieście Žepče.

## Historia
Klub został założony w 1919 roku. W latach 2002–2008 klub występował w bośniackiej Premijer lidze. W sezonie 2005/2006 zajął w niej najwyższe miejsce w swojej historii - ósme. Do 2003 roku klub występował pod nazwą NK Zovko Žepče, a następnie przemianowano go na NK Žepče Limorad. W 2010 roku klub został rozwiązany z powodu problemów finansowych.

## Historia występów w pierwszej lidze
| Sezon     | Pozycja      | M  | Pkt. | Z  | R  | P  | GZ | GS |
| --------- | ------------ | -- | ---- | -- | -- | -- | -- | -- |
| 2002/2003 | 10.          | 38 | 53   | 14 | 11 | 13 | 49 | 50 |
| 2003/2004 | 13.          | 30 | 37   | 9  | 10 | 11 | 42 | 43 |
| 2004/2005 | 12.          | 30 | 41   | 13 | 2  | 15 | 33 | 36 |
| 2005/2006 | 8.           | 30 | 40   | 11 | 7  | 12 | 29 | 40 |
| 2006/2007 | 10.          | 30 | 40   | 12 | 4  | 14 | 30 | 37 |
| 2007/2008 | 16. (spadek) | 30 | 7    | 2  | 1  | 27 | 25 | 73 |

## Europejskie puchary
Legenda do wszystkich tabel:
- Q – runda eliminacyjna, 1/16, 1/8, 1/4, 1/2 – odpowiednia faza rozgrywek, Grupa – runda grupowa, 1r gr – pierwsza runda grupowa, 2r gr – druga runda grupowa, F – finał, R – runda, PO – play-off
- k. – rzuty karne, los. – losowanie, Dogr. – dogrywka, w. – zasada bramek strzelonych na wyjeździe

| Sezon   | Rozgrywki   | Runda | Przeciwnik        | Dom | Wyjazd     | Ogólnie |
| ------- | ----------- | ----- | ----------------- | --- | ---------- | ------- |
| 2005/06 | Puchar UEFA | 1Q    | Bashkimi Kumanowo | 1–1 | 0–3, (wo.) | 1–4     |

## Reprezentanci kraju grający w klubie
Stan na czerwiec 2015.
| - Goran Brašnić - Pavo Dadić | - Nikola Mikelini |